# Coupe d'Arménie de football 1995
Navigation
Coupe d'Arménie 1994 Coupe d'Arménie 1995-1996
La Coupe d'Arménie 1995 est la 4e édition de la Coupe d'Arménie depuis l'indépendance du pays. Elle prend place entre le 5 mars et le 28 mai 1995.
Un total de dix-huit équipes participe à la compétition, correspondant à onze des douze clubs de la première division 1995, à l'exception du Banants Kotayk, auxquels s'ajoutent sept équipes du deuxième échelon.
La compétition est remportée par l'Ararat Erevan, double tenant du titre, qui s'impose en finale contre le Kotayk Abovian pour gagner sa troisième coupe nationale d'affilée. Cette victoire permet à l'Ararat de se qualifier pour la Coupe des coupes 1995-1996.

## Premier tour
Ce tour concerne quatre des dix-huit participants qui s'affrontent en confrontation unique le 5 mars 1995.
| Date        | Locaux                         | Score   | Visiteurs                |
| ----------- | ------------------------------ | ------- | ------------------------ |
| 5 mars 1995 | Kotayk Abovian (D1)            | Forfait | (D2) FIMA Erevan         |
| 5 mars 1995 | BMA-Arai Etchmiadzin (en) (D2) | 4 - 1   | (D1) Aragats Gyumri (en) |

## Huitièmes de finale
Les rencontres de ce tour sont disputées durant le mois de mars 1995.
| Date      | Locaux                 | Score                | Visiteurs                      |
| --------- | ---------------------- | -------------------- | ------------------------------ |
| mars 1995 | Kotayk-2 Abovian (D2)  | 2 - 2 ap (3 - 1 tab) | (D2) Turfagorts Artik          |
| mars 1995 | Dinamo Erevan (D2)     | 3 - 4                | (D1) Tsement Ararat            |
| mars 1995 | Arabkir FC (en) (D2)   | 2 - 1                | (D1) Aznavour FC (en)          |
| mars 1995 | Shirak Gyumri (D1)     | 4 - 0                | (D1) Zangezour Goris (ru)      |
| mars 1995 | Homenetmen Erevan (D1) | 4 - 0                | (D1) Yerazank FC (en)          |
| mars 1995 | BKMA Erevan (en) (D2)  | 0 - 1                | (D1) Kotayk Abovian            |
| mars 1995 | Homenmen Erevan (D1)   | 4 - 1                | (D2) BMA-Arai Etchmiadzin (en) |
| mars 1995 | Van Erevan (en) (D1)   | 1 - 2                | (D1) Ararat Erevan             |

## Quarts de finale
Les matchs aller sont disputés le 4 avril 1995, et les matchs retour les 13 et 14 avril suivants.
| Équipe 1               | Score  | Équipe 2              | Aller | Retour |
| ---------------------- | ------ | --------------------- | ----- | ------ |
| Homenetmen Erevan (D1) | 1 - 3  | (D1) Shirak Gyumri    | 1 - 2 | 0 - 1  |
| Arabkir FC (en) (D2)   | 1 - 11 | (D1) Ararat Erevan    | 0 - 2 | 1 - 9  |
| Homenmen Erevan (D1)   | 2 - 3  | (D1) Tsement Ararat   | 2 - 0 | 0 - 3  |
| Kotayk Abovian (D1)    | 4 - 2  | (D2) Kotayk-2 Abovian | 3 - 0 | 1 - 2  |

## Demi-finales
Les matchs aller sont disputés le 5 mai 1995, et les matchs retour neuf jours plus tard le 14 mai.
| Équipe 1            | Score | Équipe 2           | Aller | Retour |
| ------------------- | ----- | ------------------ | ----- | ------ |
| Tsement Ararat (D1) | 1 - 4 | (D1) Ararat Erevan | 0 - 3 | 1 - 1  |
| Kotayk Abovian (D1) | 2 - 1 | (D1) Shirak Gyumri | 2 - 1 | 0 - 0  |

## Finale
La finale de cette édition oppose l'Ararat Erevan au Kotayk Abovian. Double tenant du titre, l'Ararat dispute à cette occasion sa troisième finale de coupe d'affilée, tandis que le Kotayk atteint ce stade pour la première fois.
La rencontre est disputée le 28 mai 1995 au stade Hrazdan d'Erevan. Les débats tournent rapidement à l'avantage de l'Ararat, qui ouvre le score à la 13e minute sur un but contre son camp du gardien Edik Yeritsyan avant d'aggraver la marque d'abord par Haik Harutyunyan à la demi-heure de jeu puis par Hamlet Mkhitaryan qui porte le score à 3-0 juste avant la pause. Durant la deuxième période, Hakop Ter-Petrosyan porte l'avance de l'Ararat à quatre buts à la 77e minute avant que Karen Barseghyan ne réduise l'écart en marquant sur penalty par deux fois en fin de rencontre. L'Ararat s'impose donc sur le score final de 4 buts à 2 et remporte sa troisième coupe nationale d'affilée.
| Entraîneur :          |
| Samvel Darbinyan (en) |

| Entraîneur :       |
| Eduard Harutyunyan |

| Entraîneur :          |
| Samvel Darbinyan (en) |

| Entraîneur :       |
| Eduard Harutyunyan |